# КИСА (кипрская организация)
Движение за равенство, поддержку и против расизма (греч. Κίνηση για Ισότητα, Στήριξη, Αντιρατσισμό, сокращённо ΚΙΣΑ, в русской транслитерации КИСА) — кипрская неправительственная организация, деятельность которой направлена на проведение на острове кампаний против дискриминации во всех формах, включая расизм и торговлю людьми, а также защиту прав мигрантов и беженцев на территории Республики Кипр.

## История
КИСА была основана в 1998 году в ответ на изменения в кипрском обществе, столкнувшимся с большими волнами иммиграции из стран Восточной Европы и Третьего мира.
Организация часто привлекала внимание общественности к проблемам, касающимся мигрантов. Примерами могут служить самоубийство беженца в 2013 году после того, как его ходатайство о предоставлении убежища было неправомерно отклонено, или  нападения на геев и жителей других стран ЕС.

### Дело Кристоса Клиридиса
В 2010 году организацией был опубликован доклад, в котором содержался призыв к правительству Кипра отозвать мандаты Кристоса Клиридиса и Ксениса Ксенфонтоса из Совета правления Агентства Европейского союза по основным правам. Организация обвинила блог «Christofias Watch», администратором которого был Ксенфонтос, а его юристом — Клиридис, в разжигании ненависти и насилия в отношении Макариоса Друсиотиса, известного журналиста, который выступает за мирное урегулирование кипрской проблемы и документирует рост правого экстремизма на острове. Против организации был подан иск о клевете; разбирательства по этому делу продолжались более 10 лет, пока 5 июня 2020 года Верховный суд Кипра не признал вину КИСА, наложив при этом на неё штраф в 10 000 евро в пользу Кристоса Клиридиса.

### Беспорядки на «Фестивале радуги»
КИСА является организатором ежегодного «Фестиваля радуги», единственного фестиваля на Кипре, посвящённого мультикультурализму и этническому разнообразию. В ноябре 2010 года на фестивале произошли столкновения между протестующими против иммиграции и посетителями фестиваля. Впоследствии исполнительный директор КИСА Дорос Поликарпу был задержан и обвинён в организации массовых беспорядков, что вызвало протесты со стороны правозащитных групп по всей Европе, а также значительное освещение в средствах массовой информации. В июне 2012 года Поликарпу был оправдан после того, как судьи сочли, что показания сотрудников полиции не заслуживают доверия.

### Отмена регистрации в 2020 году
В декабре 2020 года КИСА была исключена правительством Кипра из государственного реестра ассоциаций и фондов на том основании, что не были вовремя представлены на проверку отчёты, а также не созвано общее годовое собрание организации. Вследствие этого решения организация лишилась права на финансирование со стороны ЕС, составлявших до 80 % её бюджета. После того, как Административный суд отклонил апелляцию КИСА на это решение, организация объявила о намерении подать иск в Верховный суд Кипра.
Снятие с учёта вызвало серьёзные споры в правозащитных кругах. Комиссар Совета Европы по правам человека Дуня Миятович направила официальное письмо кипрскому правительству, отметив, что со стороны КИСА документы были крайне скоро после истечения крайнего срока, назвав ответ правительства непропорциональным. «Human Rights Watch» заявила о том, что международные правозащитные организации зависят от сотрудничества с местными группами, поэтому КИСА «не должна столкнуться с отменой регистрации из-за формальностей».